# Parafia Niepokalanego Serca Najświętszej Maryi Panny w Wieprzu
Parafia pw. Niepokalanego Serca Najświętszej Maryi Panny w Wieprzu – parafia rzymskokatolicka znajdująca się w Wieprzu. Należy do dekanatu Radziechowy diecezji bielsko-żywieckiej.
W kościele znajdują się relikwie z krwi Jerzego Popiełuszki oraz „Ołtarz Solidarności” autorstwa Dariusza Słoty, przedstawiający Jerzego Popiełuszkę.